# Wiens Peak
Il Wiens Peak (in lingua inglese: Picco Wiens) è un picco roccioso antartico, situato all'estremità orientale dell'Elliott Ridge nella parte meridionale del Neptune Range, che fa parte dei Monti Pensacola in Antartide.
Il picco roccioso è stato mappato dall'United States Geological Survey (USGS) sulla base di rilevazioni e foto aeree scattate dalla U.S. Navy nel periodo 1956-66.
La denominazione è stata assegnata dall'Advisory Committee on Antarctic Names (US-ACAN) in onore di Rudolph H. Wiens, studioso dell'aurora polare presso la Ellsworth Station durante l'inverno 1962.